# 콘 자
콘 자(Korn Ja)는 태국이 원산지인 토종 고양이 품종이다. 콘 자는 작고 검은 색과 노란색 눈을 가지고 있다. 무게는 약 2.7-4.9kg이다.

## 기원
콘 자는 태국에서 왔으며 Smud Khoi of Cats라는 태국의 책에서 행운으로 여겨지는 고양이이다. 다만, 이 고양이의 기원을 설명하는 출처는 거의 없다.